# Arcturinoides dakhla
Arcturinoides dakhla is een pissebed uit de familie Arcturidae. De wetenschappelijke naam van de soort is voor het eerst geldig gepubliceerd in 2008 door Menioui & Poore.